# Tulbaghia
Tulbaghia is een geslacht uit de narcisfamilie (Amaryllidaceae). De soorten komen voor van Kameroen en Zuidwest-Tanzania tot in Zuid-Afrika. Het geslacht is vernoemd naar Rijk Tulbagh.

## Soorten
- Tulbaghia acutiloba Harv.
- Tulbaghia aequinoctialis Welw. ex Baker
- Tulbaghia alliacea L.f.
- Tulbaghia calcarea Engl. & Krause
- Tulbaghia cameronii Baker
- Tulbaghia capensis L.
- Tulbaghia cernua Fisch., C.A.Mey. & Avé-Lall.
- Tulbaghia coddii Vosa & R.B.Burb.
- Tulbaghia cominsii Vosa
- Tulbaghia dregeana Kunth
- Tulbaghia friesii Suess.
- Tulbaghia galpinii Schltr.
- Tulbaghia leucantha Baker
- Tulbaghia ludwigiana Harv.
- Tulbaghia luebbertiana Engl. & Krause
- Tulbaghia macrocarpa Vosa
- Tulbaghia maritima Vosa
- Tulbaghia montana Vosa
- Tulbaghia natalensis Baker
- Tulbaghia nutans Vosa
- Tulbaghia pretoriensis Vosa & Condy
- Tulbaghia rhodesica R.E.Fr.
- Tulbaghia siebertii (Vosa) Mich.Möller & G.I.Stafford
- Tulbaghia simmleri Beauverd
- Tulbaghia tenuior K.Krause & Dinter
- Tulbaghia transvaalensis Vosa
- Tulbaghia verdoornia Vosa & R.B.Burb.
- Tulbaghia violacea Harv.

... · 
Acis · 
Amaryllis · 
Boophone · 
Clivia · 
Crinum (Haaklelie) · 
Galanthus (Sneeuwklokje) · 
Hippeastrum · 
Hymenocallis · 
Leucojum (Narcisklokje) · 
Narcissus (Narcis) · 
Pancratium · 
Scadoxus · 
Sprekelia · 
Sternbergia · 
...